# Girbelsrath

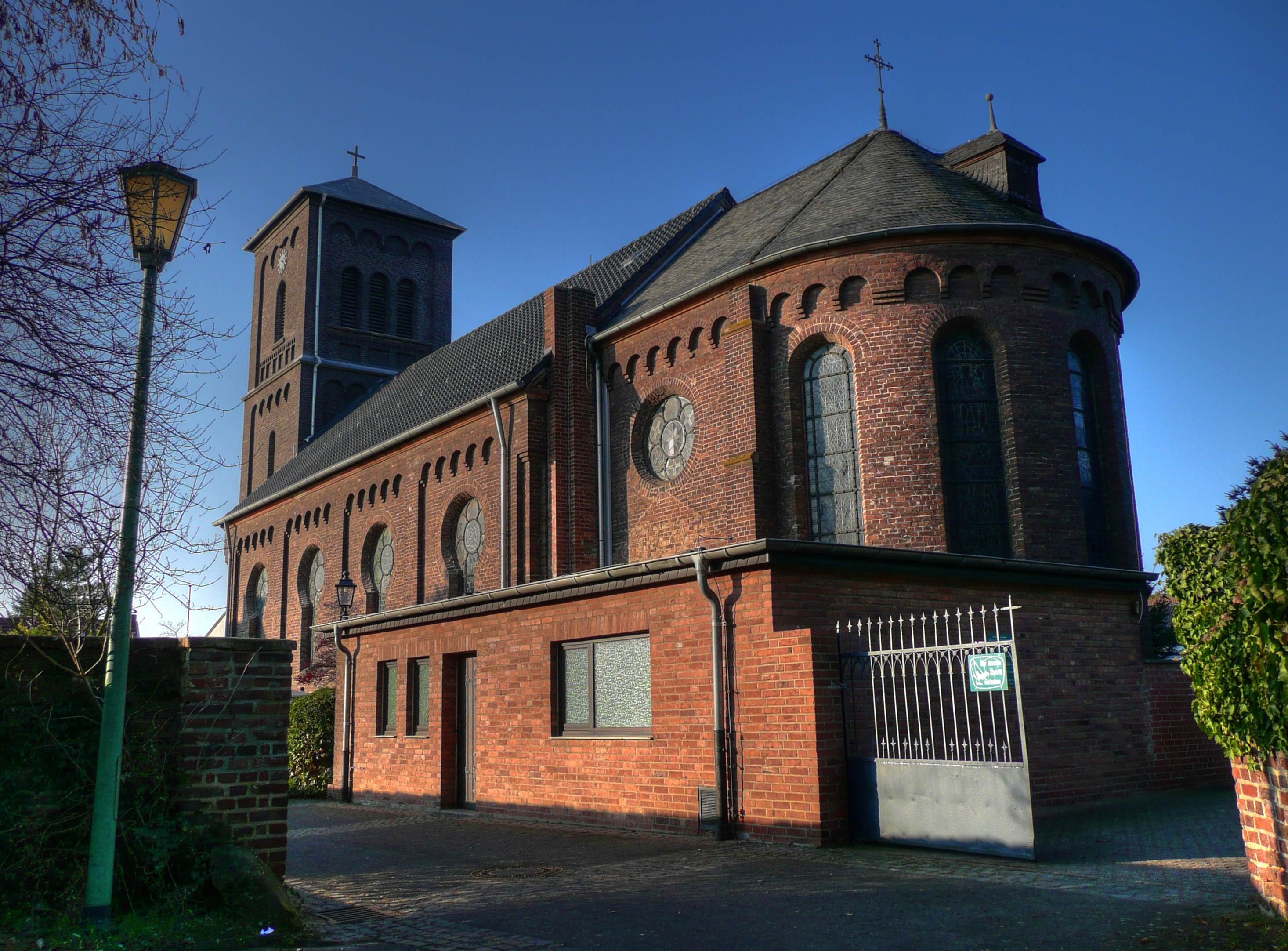
Katholische Pfarrkirche St. Amandus in Girbelsrath

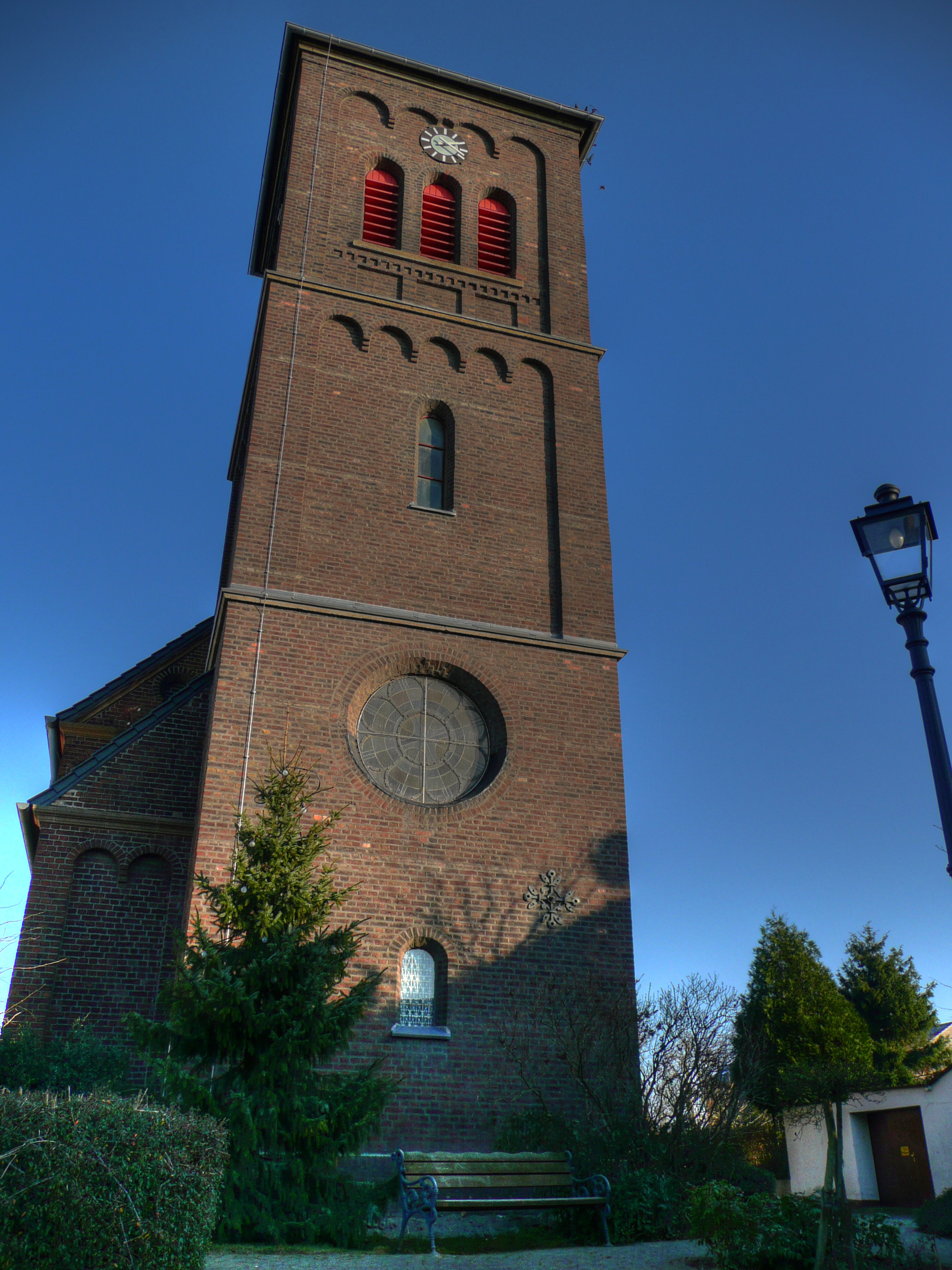
Turm von St. Amandus

Girbelsrath ist ein Ortsteil der Gemeinde Merzenich im Kreis Düren in Nordrhein-Westfalen.

## Lage
Girbelsrath liegt in der Zülpicher Börde. Der Ortsteil ist 4,62 km² groß.
Nachbarorte sind:
- im Osten Eschweiler über Feld
- im Süden Frauwüllesheim
- im Westen Düren und im Südwesten Binsfeld
- im Nordwesten Merzenich und im Nordosten Golzheim

## Geschichte
Im Jahre 1382 wurde das Dorf Gerbetzroyde beziehungsweise Gerbätzräude (abzuleiten vom Personennamen Gerbrecht, also „Rodung des Gerbrecht“) an den Erzbischof von Köln, Friedrich III. von Saarwerden, abgetreten. Die Geschichtsschreibung zeigt auf, dass im Jahre 1794 die Österreicher bei Girbelsrath von den angreifenden Franzosen geschlagen wurden.
Bis 1794 gehörte Girbelsrath zum Dingstuhl und Gericht Hambach, einem wichtigen Platz im Amt Nörvenich.
In Girbelsrath hat sich durch Ausweisung von Gewerbegelände ein reges gewerbliches Leben entfaltet. Seit Anfang der 1970er Jahre wurden insgesamt rund 600 Arbeitsplätze geschaffen. Jüngste Ansiedlung ist der wohl modernste und zugleich einer der größten Konservenherstellerbetriebe der Bundesrepublik, die Firma J. & W. Stollenwerk OHG. Schritt hält mit diesem Aufwärtstrend auch die durch die Ausweisung von Baugrundstücken festzustellende einwohnermäßige Entwicklung dieses Ortsteiles.
Erwähnenswert ist hier, dass der frühere Bürgermeister Matthias von den Driesch den größten Teil seines Vermögens testamentarisch der Gemeinde mit der Auflage, den Erlös für Girbelsrather Einwohner zur Förderung sozialer und kultureller Angelegenheiten zu verwenden, gestiftet hat.
Am 1. Juli 1969 wurde Girbelsrath nach Merzenich eingemeindet.

### Einwohnerentwicklung
| Datum              | Einwohner |
| ------------------ | --------- |
| 1933               | 459       |
| 1939               | 436       |
| 6. Juni 1961       | 486       |
| 27. Mai 1970       | 532       |
| 31. Dezember 1974  | 848       |
| 31. Dezember 2000  | 1306      |
| 31. Dezember 2001  | 1309      |
| 31. Dezember 2006  | 1278      |
| 30. September 2016 | 1231      |
| 31. Oktober 2017   | 1229      |
| 29. Februar 2020   | 1233      |

### Persönlichkeiten
- Dechant Wilhelm Fabry († 1963)
- Bürgermeister Matthias von den Driesch († 1986)

## Kultur und Sehenswürdigkeiten

### Bauwerke

#### Katholische Pfarrkirche St. Amandus
Die Kirche wurde 1883 vom Kölner Baumeister Lange erbaut. Bereits 1553 stand an dieser Stelle eine Kapelle. 1849 wurde Girbelsrath eigene Pfarrei. Durch die Zusammenlegung der Pfarreien der Gemeinde Merzenich 2016 musste Girbelsrath den Status als eigenständige Pfarrei aufgeben.

#### Ehemalige Schule
Direkt neben der Kirche befindet sich der ehemalige Schulhof, an den auch das Pfarrhaus und der Friedhof grenzt. Im ehemaligen Schulgebäude ist heute ein Kindergarten mit zwei Gruppen.

### Vereine
- Fußballclub FC Rhenania Girbelsrath 1931 e. V. (mit Tennisabteilung)
- Turnverein 1910 Girbelsrath e. V.
- Billardsportclub 1962 Girbelsrath e. V.
- Karnevals- und Bühnenfreunde 1925 e. V.
- Jagdfreunde JV Girbelsrath 1999
- Ballettgruppe für Männer 2006 e. V.
- Frechener Modellbaufreunde
- Düren 99

## Wirtschaft und Infrastruktur

### Infrastruktur
Im Ort gibt es die Kindertagesstätte „Villa Wichtel“, eine Gaststätte und einen Kiosk. Nach vielen Jahren ohne Feuerwehr wurde im September 2016 für die neugegründete Wehr ein Feuerwehrhaus eingeweiht.

### Wirtschaft
Die Gemeinde Merzenich hat im Ortsteil Girbelsrath ein Gewerbegebiet eingerichtet. Dieses wird dominiert durch die Konservenfabrik J. & W. Stollenwerk OHG.
Bundesweit bekannt ist auch die Firma GMS Günter Meyer Gesellschaft für Fahrbahnsanierungen.
Die Firma M. Schall GmbH & Co. KG wurde im Jahr 1956 durch Matthias Schall in Merzenich gegründet. In der Anfangszeit fertigte das Unternehmen überwiegend Lkw-Planen sowie Veranstaltungszelte.
Im Jahr 1984 wurde mit der Fertigung von Halbkabinen für Gabelstapler und andere Flurförderzeuge ein neuer Geschäftszweig gegründet. Im Jahr 1993 folgte die Fertigung mobiler Arbeitsräume in Sandwichkonstruktion, welche beispielsweise als Modulare Sanitätseinrichtung Verwendung finden. In allen Geschäftsfeldern konnte man im Laufe der Jahre eine Reihe von Patenten hervorbringen. Die Expansion des Unternehmens war am Standort Merzenich aufgrund der Lage nahe der Ortsmitte begrenzt und so wurde im Gewerbegebiet des Ortsteils Girbelsrath ein zweites Werk aufgebaut. Die M. Schall GmbH & Co. KG zählt neben der Firma Stollenwerk zu den größten in der Gemeinde Merzenich ansässigen Unternehmen. Insgesamt beschäftigt die M. Schall GmbH & Co. KG an beiden Standorten zusammen heute rund 120 Mitarbeiter. Der Absatz der Produkte erfolgt heute weltweit. Umsatzzahlen veröffentlicht das nach wie vor zu 100 % im Familienbesitz befindliche Unternehmen traditionell nicht.

### Strom, Gas, Wasser
Wasser liefert der Wasserleitungszweckverband der Neffeltalgemeinden aus Vettweiß. Gas und Strom können von mehreren Anbietern bezogen werden.

## Verkehr

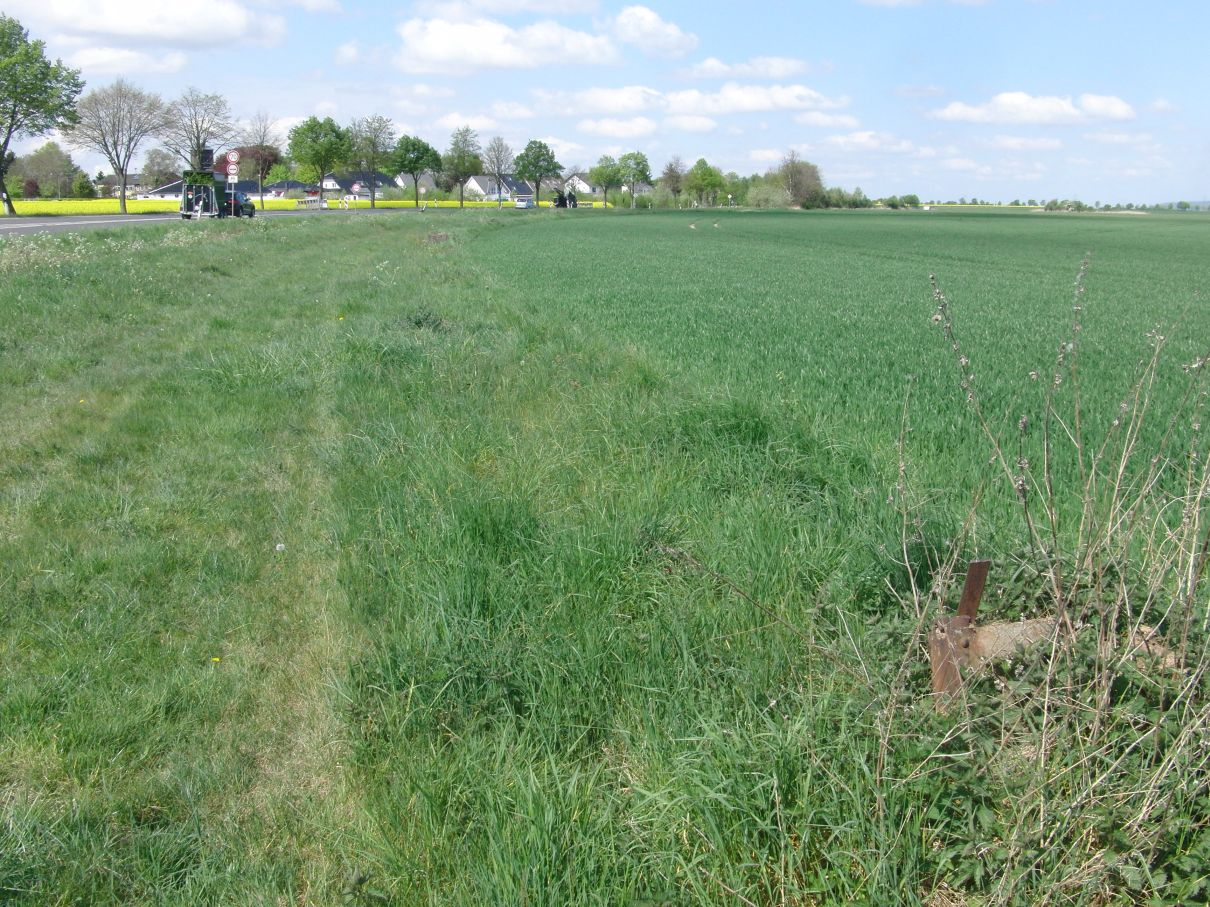
Reste eines Fahrleitungsmasten an der ehemaligen Kreisbahnstrecke nahe Girbelsrath

Von 1908 bis 1963 befand sich im Ort der Bahnhof Girbelsrath an der Kleinbahnstrecke Distelrath – Nörvenich – Zülpich Kreisbahnhof – Zülpich Stadt – Embken der Dürener Kreisbahn.
Heute wird der Ort durch Busse des Rurtalbus angefahren, bis 31. Dezember 2019 von der Dürener Kreisbahn.
| Linie | Verlauf |
| ----- | --- |
| 208   | Düren Kaiserplatz – Distelrath – (Merzenich Rathaus –) Schöne Aussicht – Girbelsrath – Eschweiler über Feld – Nörvenich Alter Bf – Nörvenich Hommelsh. Weg – Hochkirchen – (Irresheim –) Eggersheim – Lüxheim – Gladbach – Müddersheim – Disternich – Sievernich – Bessenich – Zülpich Frankengraben – Adenauerpl./Schulzentr. |
| 217   | Merzenich Schule – Poolplatz – Schöne Aussicht – Girbelsrath – (Morschenich-Neu → Morschenich →) Golzheim |
| 235   | (Verstärkerfahrten) Girbelsrath – Merzenich – Ellen – Oberzier – Niederzier – Hambach – Stetternich – Jülich Neues Rathaus – Walramplatz |
| N2    | Nachtbus: nur in den Nächten Fr/Sa und Sa/So Düren Bf/ZOB → Kaiserplatz → Merzenich → Nörvenich → Vettweiß → Stockheim → Binsfeld |

Die S-Bahn-Anbindung (Herchen/Au (Sieg) – Düren) befindet sich etwa vier Kilometer entfernt in Merzenich.
Seit dem 20. September 2014 befindet sich etwa fünf Kilometer entfernt die Anschlussstelle Merzenich der BAB 4.